# Memória

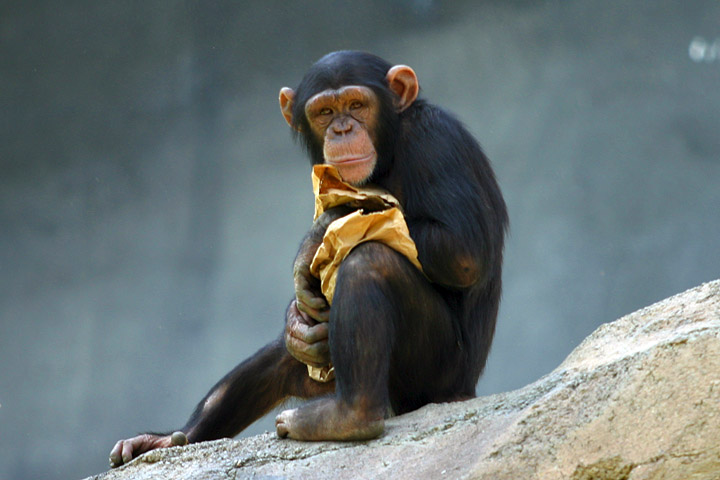
De acordo com estudos realizados na Universidade de Quioto publicados na revista "Current Biology",
chimpanzés teriam melhor memória fotográfica que estudantes universitários

A memória é a capacidade de adquirir, armazenar  e recuperar (evocar) informações disponíveis, seja internamente, no cérebro (memória biológica), seja externamente, em dispositivos artificiais (memória artificial). Também é o armazenamento de informações e fatos obtidos através de experiências ouvidas ou vividas. Focaliza coisas específicas, requer grande quantidade de energia mental e deteriora-se com a idade. É um processo que conecta pedaços de memória e conhecimentos a fim de gerar novas ideias, ajudando a tomar decisões diárias.
Os neurocientistas (psiquiatras, psicólogos e neurologistas) distinguem memória declarativa de memória não-declarativa. A memória declarativa, grosso modo, armazena o saber que algo se deu, e a memória não-declarativa o como isto se deu.
A memória declarativa, ou de curto prazo como o nome sugere, é aquela que pode ser declarada (fatos, nomes, acontecimentos, etc.) e é mais facilmente adquirida, mas também mais rapidamente esquecida. Para abranger os outros animais (que não falam e logo não declaram, mas obviamente lembram), essa memória também é chamada explícita. Memórias explicitas chegam ao nível consciente. Esse sistema de memória está associado com estruturas no lobo temporal medial (ex: hipocampo, amígdala).
Psicólogos distinguem dois tipos de memória declarativa, a memória episódica e a memória semântica. São instâncias da memória episódica as lembranças de acontecimentos específicos. São instâncias da memória semântica as lembranças de aspectos gerais.
Já a memória não-declarativa, também chamada de implícita ou procedural, inclui procedimentos motores (como andar de bicicleta, desenhar com precisão ou quando nos distraímos e vamos no "piloto automático" quando dirigimos). Essa memória depende dos gânglios basais (incluindo o corpo estriado) e não atinge o nível de consciência. Ela em geral requer mais tempo para ser adquirida, mas é bastante duradoura.
Memória, segundo diversos estudiosos, é a base do conhecimento. Como tal, deve ser trabalhada e estimulada. É através dela que damos significado ao cotidiano e acumulamos experiências para utilizar durante a vida.

## História
No século XVI a memória sofre uma mudança considerável. Afinal, se antes ela era concebida como um conjunto de conhecimento a ser retido e refletido no mundo, ela passou a ser concebida como um elemento propulsor do desenvolvimento científico. Contudo, somente no curso dos oitocentos é que a memória passou a ser objeto de estudos sistematizados.
O psicólogo William James foi o primeiro a distinguir a memória primária e a memória secundária (memória curta e memória a longo prazo, respectivamente).
[1] JAMES, William. Précis de psychologie. Paris: Marcel Rivière, 1924.
Até meados do século XX, a maioria dos estudos sobre aprendizagem questionava que as funções da memória seriam localizadas em regiões cerebrais específicas, alguns chegando a duvidar de que a memória seria uma função distinta da atenção, da linguagem e da percepção. Acreditava-se que o armazenamento da memória seria distribuído por todo o cérebro.
A partir de 1861, Broca evidencia que lesões restritas à parte posterior do lobo frontal, no lado esquerdo do cérebro, chamada de área de Broca, causavam um defeito específico na função da linguagem. Após essa localização da função da linguagem, os neurocientistas tornaram a voltar-se para a hipótese de se localizar a memória.
Wilder Penfield foi o primeiro a conseguir demonstrar que os processos da memória têm localizações específicas no cérebro humano. Penfield havia estudado com o pioneiro em neurofisiologia, Charles Sherrington. Na década de 1940, Penfield começou a usar métodos de estimulação elétrica, idênticos aos usados por Sherrington em macacos, para mapear as funções motoras, sensoriais e da linguagem no córtex humano de pacientes submetidos à neurocirurgia, para tratamento de epilepsia. Penfield explorou a superfície cortical em mais de mil pacientes e verificou que a estimulação elétrica produzia o que ele chamou de resposta experiencial, ou retrospecção, na qual o paciente descrevia uma lembrança correspondente a uma experiência vivida.
Estudos em pacientes com lesão do lobo temporal (pioneiramente com o paciente H.M) revelaram dois modos particularmente diferentes de aprendizagem, diferença que os psicólogos cognitivistas avaliaram em estudos com sujeitos normais. O ser humano aprende o que é o mundo apreendendo conhecimento sobre pessoas e objetos, acessíveis à consciência, usando uma forma de memória que é em geral chamada de explícita, ou aprende como fazer coisas, adquirindo habilidades motoras ou perceptivas a que a consciência não tem acesso, usando para isto a memória implícita.
O Professor Antônio Branco Lefèvre é considerado o pai da neuropsicologia no Brasil. Lefèvre foi professor titular da Faculdade de Medicina da Universidade de São Paulo e suas pesquisas abrangeram a memória e a linguagem - a neuropsicologia - de crianças e adultos.
[1] YATES, Frances. The art of memory. London: Routledge and Kegan Paul, 1966.

## Tipos de memória
- Em dispositivos artificiais
  - Memória principal. Precisa de energia para funcionar; e de rápida operação.
  - Memória auxiliar. É a memória que trabalha sem o uso de energia.Operação de baixa velocidade.
- Em memórias biológicas
  - Memória de curto prazo. É a memória com duração de alguns segundos ou minutos.[3] Neste caso existe a formação de traços de memória. O período para a formação destes traços chama - se "Período de consolidação. Um exemplo desta memória é a capacidade de lembrar eventos recentes que aconteceram nos últimos minutos.
  - Memória de longo prazo. É a memória com duração de dias, meses e anos. Um exemplo são as memórias do nome e idade de alguém quando se reencontra essa pessoa alguns dias depois. Como engloba um tempo muito grande pode ser diferenciada em alguns textos como memória de longuíssimo prazo quando envolve memória de muitos anos antes.
  - Memória de procedimentos. É a capacidade de reter e processar informações que não podem ser verbalizadas, como tocar um instrumento ou andar de bicicleta. É mais estável, e mais difícil de ser perdida.

## Bases anatômicas da memória
Hoje é possível afirmar que a memória não possui um único locus. Diferentes estruturas cerebrais estão envolvidas na aquisição, armazenamento e evocação das diversas informações adquiridas por aprendizagem.
Memória de curto prazo
Depende do sistema límbico, envolvido nos processos de retenção e consolidação de informações novas. Hoje em dia também se supõe que a consolidação temporária da informação envolve estruturas como o hipocampo, a amígdala, o córtex entorrinal e o giro para-hipocampal, sendo depois transferida para as áreas de associação do neocórtex parietal e temporal. As vias que chegam e que saem do hipocampo também são importantes para o estudo da anatomia da memória. Inputs (que chegam) são constituídos pela via fímbria-fórnix ou pela via perfurante. Importantes projecções de CA1 para os córtices subiculares adjacentes fazem parte dos outputs (que saem) do hipocampo. Existem também duas vias hipocampais responsáveis por interconexões do próprio sistema límbico, como o Circuito de Papez (hipocampo, fórnix, corpos mamilares, giro do cíngulo, giro para-hipocampal e amígdala), e a segunda via projeta-se de áreas corticais de associação, por meio do giro do cíngulo e do córtex entorrinal, para o hipocampo que, por sua vez, projeta-se através do núcleo septal e do núcleo talâmico medial para o córtex pré-frontal, havendo então o armazenamento de informações que reverberam no circuito ainda por algum tempo.
Memória de trabalho
Compreende um sistema de controle de atenção (executiva central), auxiliado por dois sistemas de suporte (Alça Fonológica e Bloco de Notas Visuoespacial) que ajudam no armazenamento temporário e na manipulação das informações. O executivo central tem capacidade limitada e função de selecionar estratégias e planos, tendo sua atividade relacionada ao funcionamento do lobo frontal, que supervisiona as informações. Também o cerebelo está envolvido no processamento da memória operacional, atuando na catalogação e manutenção das sequências de eventos, o que é necessário em situações que requerem o ordenamento temporal de informações. O sistema de suporte vísuo-espacial tem um componente visual, relacionado à região occipital e um componente espacial, relacionado a regiões do lobo parietal. Já no sistema fonológico, a articulação subvocal auxilia na manutenção da informação; lesões nos giros supramarginal e angular do hemisfério esquerdo geram dificuldades na memória verbal auditiva de curta duração. Esse sistema está relacionado à aquisição de linguagem.
Memória de longo prazo
1. Memória explícita:
Depende de estruturas do lobo temporal medial (incluindo o hipocampo, o córtex entorrinal e o córtex para-hipocampal) e do diencéfalo. Além disso, o septo e os feixes de fibras que chegam do prosencéfalo basal ao hipocampo também parecem ter importantes funções. Embora tanto a memória episódica como a semântica dependam de estruturas do lobo temporal medial, é importante destacar a relação dessas estruturas com outras. Por exemplo, pacientes idosos com disfunção dos lobos frontais têm mais dificuldades para a memória episódica do que para a memória semântica. Já lesões no lobo parietal esquerdo apresentam prejuízos na memória semântica.
2. Memória implícita:
A aprendizagem de habilidades motoras depende de aferências corticais de áreas sensoriais de associação para o corpo estriado ou para os núcleos da base. Os núcleos caudado e putâmen recebem projecções corticais e enviam-nas para o globo pálido e outras estruturas do sistema extra-piramidal, constituindo uma conexão entre estímulo e resposta. O condicionamento das respostas da musculatura esquelética depende do cerebelo, enquanto o condicionamento das respostas emocionais depende da amígdala. Já foram descritas alterações no fluxo sanguíneo, aumentando o do cerebelo e reduzindo o do estriado no início do processo de aquisição de uma habilidade. Já ao longo desse processo, o fluxo do estriado é que foi aumentado. O neo-estriado e o cerebelo estão envolvidos na aquisição e no planeamento das acções, constituindo, então, através de conexões entre o cerebelo e o tálamo e entre o cerebelo e os lobos frontais, elos entre o sistema implícito e o explícito.

## Bases moleculares do armazenamento da memória
O mecanismo utilizado para o armazenamento de memórias em seres vivos ainda não é conhecido. Estudos indicam a LTP (long-term potential) ou potencial de longa duração como a principal candidata para tal mecanismo. A LTP foi descoberta por Tim Bliss e Terje Lomo num estudo sobre a capacidade das sinapses entre os neurônios do hipocampo de armazenarem informações. Descobriram que um pequeno período de atividade elétrica de alta freqüência aplicado artificialmente a uma via hipocampal produzia um aumento na efetividade sináptica. Esse tipo de facilitação é o que chamamos de LTP. Os mecanismos para indução de LTP podem ser dos tipos associativos ou não-associativos.
A LTP apresenta diversas características que a tornam uma candidata muito apropriada para o mecanismo do armazenamento de longa duração. Primeira, ocorre em cada uma das três vias principais mediante as quais a informação flui no hipocampo: a via perforante, a via das fibras musgosas e a via das colaterais de Schaffer. Segunda, é induzida rapidamente e, por fim, depois de induzida ser estável. Isso permite a conclusão de que a LTP apresenta características do próprio processo de memória, ou seja, pode ser formada rapidamente nas sinapses apropriadas e dura por um longo tempo. Vale lembrar que apesar da LTP apresentar características em comum com um processo ideal de memória, não se consegue provar que ela seja o mecanismo utilizado para o armazenamento de memória.
Em relação à LTP na via das fibras musgosas e na via das colaterais de Schaffer, pode-se melhor detalhar da seguinte maneira:
1. Fibras musgosas:
As informações recebidas pelo giro denteado do córtex entorrinal são transmitidas para o hipocampo através das células granulares, cujos axônios formam a via das fibras musgosas que termina nos neurônios piramidais da região CA3 do hipocampo. As fibras musgosas liberam glutamato como neurotransmissor. A LTP nas fibras musgosas é do tipo não associativa, ou seja, não depende de atividade pós-sináptica ou de outros sinais chegando simultaneamente, depende apenas de um pequeno surto de atividade neural de alta freqüência nos neurônios pré-sinápticos e do conseqüente influxo de cálcio. Esse influxo de cálcio ativa uma adenilato ciclase dependente de cálcio e calmodulina(tipo1); essa enzima aumenta o nível de AMPc e o AMPc ativa a proteocinase dependente de AMPc(PKA). Essa cinase adiciona grupamentos fosfato a certas proteínas e, assim, ativa algumas e inibe outras. A LTP nas fibras musgosas pode ser influenciada por sinais de entrada modulatórios pela noradrenalina. Esse sinais de entrada ativam receptores aos quais os transmissores se ligam, e esses receptores ativam a adenilato ciclase. O papel da LTP nas fibras musgosas sobre a memória ainda é obscuro.
2. Colaterais de Schaffer:
As células piramidais na região CA3 do hipocampo enviam axônios para a região CA1 formando a via das colaterais de Schaffer. A LTP nestas é do tipo associativa, ou seja, requer atividade concomitante tanto pré quanto pós-sináptica. Assim, a LTP só pode ser induzida na via das colaterais de Schaffer se receptores do glutamato do tipo NMDA forem ativados nas células pós-sinápticas. É importante lembrar que há dois receptores importantes para o glutamato: o NMDA e o não-NMDA. O canal do receptor NMDA não funciona rotineiramente pois está bloqueado por íons magnésio que são deslocados apenas quando um sinal muito forte é gerado na célula pós-sináptica. Tal sinal faz com que as células pré sinápticas disparem em alta freqüência resultando numa forte despolarização que expelem o magnésio e permitem o influxo de cálcio. Essa entrada de cálcio desencadeia uma cascata de reações que é responsável pelo aumento persistente da atividade sináptica. Esse achado foi interessante pois forneceu a primeira evidência para a proposta de Hebb que estabelecia que "quando um axônio da célula A (…) excita a célula B e repetidamente ou persistentemente segue fazendo com que a célula dispare, algum processo de crescimento ou alteração metabólica ocorre em uma ou ambas as células, de forma que aumente a efetividade, (eficácia) de A como uma das células capazes de fazer com que B dispare". Um dos mecanismos responsáveis pelo fortalecimento dessa conexão é o aumento na sensibilidade de receptores AMPA. Outra possibilidade é a redução na reciclagem de receptores AMPA, permitindo que eles permaneçam ativos por mais tempo. Além disso, após uma indução sináptica de LTP, há um aumento na liberação de transmissores dos terminais pré-sinápticos.

À medida que se inicia a fase tardia da LTP, diversas horas após a indução, os níveis de AMPc aumentam e esse aumento do AMPc no hipocampo é seguido pela ativação da PKA e da CREB-1. A atividade de CREB-1 no hipocampo parece levar à ativação de um conjunto de genes de resposta imediata e esses genes atuam de forma a iniciar o crescimento de novos sítios sinápticos.
Estudos mostraram que a PKA, proteocinase, é de extrema importância para a conversão da memória de curta em memória de longa duração, talvez porque a cinase fosforila fatores de transição como a CREB-1, que por sua vez ativam as proteínas necessárias para uma LTP duradoura.

## Neuromodulação da memória
Existem acontecimentos nas nossas vidas que não esquecemos jamais. Entretanto, nem tudo que nos acontece fica gravado na nossa memória para sempre. Como o cérebro determina o que merece ser estocado e o que é lixo?
Antes de nos atermos a essas definições, é importante lembrar que a consolidação da memória ocorre no momento seguinte ao acontecimento. Assim, qualquer fator que haja nesse instante pode fortalecer ou enfraquecer a lembrança, qualquer que ela seja. Pesquisas realizadas com ratos comprovaram que durante o treino, ocorre ativação de sistema neuro-hormonais que agem modulando o processo de memorização.
A ß-endorfina parece ser a substância ligada ao esquecimento. Este processo, apesar de algumas vezes indesejável (como numa prova, por exemplo), é fundamental do ponto de vista fisiológico. Afinal, seria inviável a vida sem nenhuma espécie de "filtro" na memória (vide hipermnésia). Outras substâncias, como morfinas, encefalinas, ACTH e adrenalina (as duas últimas em altas doses) facilitam a liberação de ß-endorfina, levando ao esquecimento. É por isso que situações carregadas de stress emocional podem levar à amnésia anterógrafa, que é o que acontece quando, após um acidente de carro, o indivíduo não consegue relatar o que lhe aconteceu minutos antes.
O que determina então se uma informação deve ser armazenada? Quando uma informação é relativamente importante, ela sobrevive ao sistema ß-endorfínico, pois ocorre a liberação de doses moderadas de ACTH, noradrenalina, dopamina e acetilcolina que agem facilitando a consolidação da memória. Contudo, doses altas dessa substância tem efeito contrário pelo bloqueamento dos canais iônicos.
Outra substância fundamental no processamento da memória é o GABA (ácido gama-aminobutírico). Drogas que influenciem a liberação de GABA modulam o processo da memória. Antagonistas GABAérgicos (em doses subconvulsantes, pois o bloqueio total da ação do GABA pode produzir ansiedade, alta atividade locomotora e convulsões) facilitam a memorização e agonistas(substâncias que mimetizam a ação do GABA) a prejudicam. As benzodiazepinas, os tranquilizantes mais prescritos e vendidos no mundo, facilitam a ação do GABA e, portanto, podem afetar a memória. Existem relatos de pacientes que apresentam amnésia anterógrada após tratamento com diazepam (nome clínico para as benzodiazepinas).
Sabe-se também que antagonistas dos receptores colinérgicos, glutaminérigos do tipo NMDA e adrenérgicos levam a um déficit de memória pois dificultam a ação das substância facilitadoras da memorização no interior da célula.
A serotonina (outro neurotransmissor) exerce importante papel na consolidação da memória a longo prazo, que parece estar ligada a síntese protéica. A serotonina age através de receptores metabotrópicos que aumentarão os níveis de AMPcíclico permitindo a cascata de fosforilação de quinases. Isto aumenta a transcrição do DNA e, consequentemente, síntese protéica.
Os neuropeptídeos também influenciam a memorização. Pesquisas recentes envolvendo a substância P, indicam que ela pode ter efeitos tanto reforçando a memória quando a prejudicando, dependendo do local na qual ela terá actividade.
Por fim, é importante realçar o papel da amígdala na modulação da memória, notadamente do núcleo basolateral. Esta estrutura recebe informações das modalidades sensitivas e as repassa para diferentes áreas do cérebro ligadas a funções cognitivas. Devido a seu papel central na percepção das emoções, a amígdala participa da modulação dos primeiros momentos da formação de memória de longo prazo mais alertantes ou ansiogênicos e em alguns aspectos de sua evocação. Quando hiperativada, especialmente pelo stress, ela pode produzir os temíveis brancos.

## Fatores relacionados com a perda de memória

### Amnésia
Amnésia é a perda parcial ou total da capacidade de reter e evocar informações. Qualquer processo que prejudique a formação de uma memória a curto prazo ou a sua fixação em memória a longo prazo pode resultar em amnésia.
As amnésias podem ser classificadas em amnésia orgânica causada por distúrbios no funcionamento das células nervosas, através de alterações químicas, traumatismos ou transformações degenerativas que interferem nos processos associativos acarretando uma diminuição na capacidade de registrar e reter informações, ou amnésia psicogênica resultante de fatores psicológicos que inibem a recordação de certos fatos ou experiências vividas. Em linhas gerais, a amnésia psicogênica atua para reprimir da consciência experiências que causam sofrimento, deixando a memória para informações neutras intacta. Neste caso, pode-se afirmar que a pessoa decide inconscientemente esquecer o que a fazer sofrer ou reviver um sofrimento. Em casos severos, quando as lembranças são intoleráveis, o indivíduo pode vivenciar a perda da memória tanto de fatos passados quanto da sua própria identidade.
As amnésias podem ainda ser divididas em termos cronológicos, em amnésia retrógrada e amnésia anterógrada. A amnésia retrógrada é a incapacidade de recordar os acontecimentos ocorridos antes do surgimento do problema, enquanto a amnésia anterógrada é à incapacidade de armazenar novas informações a longo prazo .
A depressão é a causa mais comum, porém a menos grave. Denomina-se depressão uma doença psiquiátrica, que inclui perda do ânimo e tristeza profunda superior ao mal causado pelas circunstâncias da vida.

### Doença de Alzheimer
Uma porção significativa da população acima dos 50 anos sofre de alguma forma de demência. A mais comum é a doença de Alzheimer, na qual predomina a perda gradativa da memória, pois ocorrem lesões inicialmente nas áreas cerebrais responsáveis pela memória declarativa, seguidas de outras partes do cérebro.

### Situação e estado
A codificação e recordação de memória depende também do estado interno (psíquico) do indivíduo: a lembrança é facilitada pelo estado de mesmo humor ou nível de consciência daquela situação em que ela foi formada; isso é definido como memória dependente de estado. O mesmo vale na evocação por uma situação externa (ambiental) igual, na memória dependente do contexto.

### Outros fatores
A doença de Parkinson, nos estágios mais severos, o alcoolismo grave, uso abusivo da cocaína ou de outras drogas, lesões vasculares do cérebro (derrames), o traumatismo craniano repetido e outras doenças mais raras também causam quadros de perda de memória.

## A memória e o olfato
As memórias que incluem lembrança de odores têm tendência para serem mais intensas e emocionalmente mais fortes. Um odor que tenha sido encontrado só uma vez na vida pode ficar associado a uma única experiência e então a sua memória pode ser evocada automaticamente quando voltamos a reencontrar esse odor. E a primeira associação feita com um odor parece interferir com a formação de associações subsequentes. É o caso da aversão a um tipo de comida. A aversão pode ter sido causada por um mal estar que ocorreu num determinado momento apenas por coincidência, nada tendo a ver com o odor em si; e, no entanto, será muito difícil que ela não volte sempre a aparecer no futuro associada a esse odor.
No caso das associações visuais ou verbais, há uma interferência retroactiva. Estas podem ser facilmente perdidas quando uma nova associação surge (por exemplo, depois de memorizarmos o novo número do nosso celular, torna-se mais difícil lembrarmo-nos do antigo).